# Hande Fırat
Hande Fırat (Ankara, 10 de setembre de 1974) és una periodista turca que treballa com presentadora i comentarista de notícies a CNN TÜRK, CNN en turc. És també representant de Doğan Medya, des del 2014, companyia que posseeix CNN TÜRK, i Kanal D, dos canals de TV turcs.
Hande Fırat va néixer a Ankara, capital de Turquia, on rebé tota la seva educació. És graduada del Departament de Ràdio i Televisió de la Universitat d'Ankara.
Tota a nit de 15-16 juliol 2016, durant la temptativa de cop d'estat a Turquia del 2016 narra els desenvolupaments en directe per CNN TÜRK, en un refugi, després que els soldats colpistes prenen el edifici del canal. La mateixa nit saltà al centre d'atenció publica quan connectà el President de Turquia, Recep Tayyip Erdoğan, via Facetime amb els ciutadans. Un home de negocis saudita oferí més d'un quart de milió de dolars al telèfon mòbil de Fırat, amb el qual connectà el President de Turquia amb el poble turc, la nit de la temptativa de cop d'estat. Ha publicat un llibre sobre la nit de 15-16 juliol 2016, amb el nom 24 Saat (24 Ores).
Segons una font, se la coneix com de tendència nacionalista.
Hande Fırat té una filla, Nehir, nascuda el 2005.